# فاغنر لويس دي أوليفيرا مارينز
فاغنر لويس دي أوليفيرا مارينز الشهير باسم فاغنر لويس (3 نوفمبر 1980) لاعب كرة قدم برازيلي يلعب حاليا لصالح نادي الدرجة الأولى البسيتين البحريني في مركز قلب الدفاع من 2012.

## الإنجازات
- الدرجة الأولى (1): 2013